# Самјуел Бекет
Самјуел Бекет (енгл. Samuel Beckett; Даблин, 13. април 1906 — Париз, 22. децембар 1989), био је ирски књижевник, драматург и романописац.

## Биографија
Самјуел Бекет је рођен у Даблину, на Велики петак, 13. априла 1906, од оца Вилијама Франка Бекета и мајке Марије Џонс Роу, медицинске сестре, кад су обоје имали 35 година. Они су се узели 1901. године. Бекет је имао једног старијег брата, Франк Едвард Бекет (1902–1954). Од своје пете године, Бекет је похађао локалну школу у Даблину, где је почео да учи музику, а затим је премештен у Ерсфорт Хаус школу у центру града у близини Харкорт улице. Бекетови су били чланови агликанске Ирске цркве. Породична дом, Кулдринај у даблинском предграђу Фоксрок, била је велика кућа са баштом и тениским тереном, коју је 1903. године изградио Самјуелов отац, Вилијам. Кућа и башта, заједно са окружујућим сеоским пределом је место где је често шетао са својим оцем.
Око 1919. или 1920. отишао је у Краљевску школу Портора у Енискилену, коју је похађао и Оскар Вајлд. Отишао је 1923. године и похађао Тринити Колеџ у Даблину, где је проучавао модерну књижевност. Природни спортиста, у крикету је бриљирао као леворуки ударач и куглаш средње брзине леве руке. Касније је играо за Даблински универзитет и одиграо две првокласне утакмице против Нортхемптоншира. Као резултат, постао је једини нобеловац за књижевност који је играо првокласни крикет.

### Први записи
Бекет је студирао француски, италијански и енглески на Тринити Колеџу у Даблину од 1923. до 1927. године. Изабран је за научника модерних језика 1926. Бекет је дипломирао и, након кратког предавања на колеџу Кембел у Белфасту, заузео је место предавача енглеског у школи у Паризу од новембра 1928. до 1930. Док је био тамо, са познатим ирским аутором Џејмсом Џојсом, упознао га је Томас МекГрејви, песник и блиски Бекетов поузданик који је такође тамо радио. Овај састанак је дубоко утицао на младића. Бекет је помагао Џојсу на разне начине, од којих је једно било истраживање књиге која је постала Finnegans Wake.
Године 1930. Бекет се вратио на Тринити Колеџ као предавач. У новембру 1930. представио је рад на француском језику Друштву савремених језика Тројства о тулушком песнику Жан ду Шасу, оснивачу покрета под називом le Concentrisme. Била је то књижевна пародија, јер је Бекет у ствари изумео песника и његов покрет који су тврдили да су „у супротности са свим оним што је код Декарта јасно“. Бекет је касније инсистирао да није намеравао да заварава своју публику. Када је Бекет дао отказ у Тринитију крајем 1931, његова кратка академска каријера била је на крају. Обележио га је песмом Gnome, која је инспирисана његовим читањем Wilhelm Meister's Apprenticeship од Јохана Волфганга Гетеа и објављена у часопису The Dublin Magazine 1934:
- "Проведите године учења траћењем
- Храброст за године лутања
- Кроз свет који се уљудно окреће
- Из лудости учења."

Од 1938. године живи у Паризу, а након рата почиње и да пише на француском. Заокупљен проблемом људске егзистенције и отуђености модерног живота, Бекет у свим својим делима даје крајње песимистичку визију света и приказује живот као игру виших сила у којој је човек сведен на физиолошко и духовно вегетирање, на бесмислено „трајање“ испуњено патњама и узалудним ишчекивањем спаса. Да би приказао апсурдност таква живота и човекову беспомоћност, Бекет напушта традиционалну романескну фабулу и уобичајени драмски заплет и замењује их низом сцена које се понављају са малим варијантама, а ликове своди на гротескне и стравичне марионете (неми, слепи, глуви, итд.), које се помичу по неком бесмисленом ритму унутар свог ограниченог животног круга (улица, раскршће, соба) или су чак и у том кретању онемогућене (смештене у канте за смеће или затрпане у песку). Израз је прилагођен тим апсурдним ситуацијама и сугерише их бесмисленим понављањем више-мање истих дијалога или дугим унутрашњим монолозима, у којима је језик ослобођен уобичајене граматичке структуре.

### Други светски рат
После нацистичке окупације Француске 1940. године, Бекет се придружио француском Отпору, у којем је радио као курир. У неколико наврата током следеће две године Гестапо га је скоро ухватио. У августу 1942, његова јединица је издана и он и Сузан побегли су пешице на југ у безбедност малог села Русилон, у департману Воклиз. Тамо је наставио да помаже Отпору чувајући наоружање у дворишту свог дома. Током две године колико је Бекет боравио у Русилону, индиректно је помагао герилама да саботирају немачку војску у планинама Воклиза, иако је ретко говорио о свом ратном раду у каснијем животу. Француска влада га је одликовала са две медаље, за напоре у борби против немачке окупације; до краја свог живота, међутим, Бекет би свој рад у Француском отпору називао „извиђачким стварима“.
Док се скривао у Русилону, Бекет је наставио рад на роману Watt. Роман је започео 1941. године, а довршио га 1945. године, али је објављен тек 1953. године; међутим, извод се појавио у изасланику даблинске књижевне штампе. После рата, вратио се у Француску 1946. године где је радио као управник продавница у ирској болници Црвеног крста са седиштем у Сент-Лу.

### Послератни период
1945. Бекет се вратио у Даблин на кратко време. Током боравка имао је откриће у мајчиној соби: указао му се читав његов будући смер у књижевности. Бекет је осећао да ће заувек остати у сенци Џојса, сигуран да га никада неће победити у својој игри. Његово откривење подстакло га је да промени правац и призна и сопствену глупост и интерес за незнање и немоћ:
| „ | Схватио сам да је Џојс отишао колико год је могао у правцу да сазна више, [контролишући] свој материјал. Увек је томе додавао; само треба да погледате његове доказе да бисте то видели. Схватио сам да је мој начин био осиромашен, недостатак знања и одузимање, одузимање, а не додавање. | ” |

Бекет је најпознатији по представи En attendant Godot (Чекајући Годоа; 1953). Као и већина његових дела после 1947. године, и драма је први пут написана на француском језику. Бекет је на представи радио између октобра 1948. и јануара 1949. Његова партнерка, Сузан Дево-Думеснил, била је саставни део његовог успеха. Дево-Думеснил је постала његов агент и слала је рукопис вишеструким продуцентима док нису упознали Роџера Блина, ускоро режисера представе. Најзначајнији је као писац позоришних комада и један од главних представника „театра апсурда“. Написао је и неколико романа, али светски успех постигао је са драмама.
У то време, педесетих година, Бекет је постао један од неколико одраслих који су понекад возили локалну децу у школу; једно такво дете био је Андре Русимоф, који ће касније постати познати професионални рвач под именом Андре Џин. Имали су изненађујућу количину заједничког језика и повезали су се с љубављу према крикету, а Русимоф се касније присетио да су њих двоје ретко разговарали о било чему другом. Бекет је и сам превео сва своја дела на енглески језик, са изузетком Molloy-ја, за који је сарађивао са Патриком Бовлесом. Успех Чекајући Годоа отворио му је каријеру у позоришту. Бекет је написао успешне целовечерње драме, укључујући Fin de partie (1957), Krapp's Last Tape (1958, написано на енглеском), Happy Days (1961, такође написано на енглеском) и Play (1963). 1961. Бекет је добио Међународну награду издавача Форментор као признање за свој рад који је те године поделио са Хорхеом Луисом Борхесом.
Од краја 1950-их до своје смрти, Бекет је имао везу са Барбаром Бреј, удовицом која је радила као уредница сценарија за ББЦ. Новлсон је о њима написао: "Била је мала и привлачна, али, пре свега, изузетно интелигентна и начитана. Чини се да су се обоје одмах привукли. Њихов сусрет био је изузетно важан за њих обоје, јер је представљао почетак везе која је требало да траје паралелно са оном са Сузан, до краја свог живота.“ Барбара Бреј умрла је у Единбургу, 25. фебруара 2010.
У октобру 1969. године, док је био на одмору у Тунису са Сузан, Бекет је чуо да је добио Нобелову награду за књижевност. Предвиђајући да ће њен интензивно приватни супруг од тог тренутка бити оптерећен славом, Сузан је награду назвала „катастрофом“. Иако Бекет није посвећивао пуно времена интервјуима, понекад је сретао уметнике, научнике и поштоваоце који су га тражили у анонимном предворју хотела ПЛМ Сент Жак у Паризу у близини његове куће у Монпарнас. Иако је Бекет био изузетно приватни човек, преглед другог тома његових писама Роја Фостера од 15. децембра 2011. у издању The New Republic открива да је Бекет не само неочекивано љубазан већ често спреман да говори о свом раду и процесу који стоји иза њега.
Бекет је био награђен Нобеловом наградом за књижевност 1969 „за његово писање, које - у новим облицима за роман и драму - у сиромаштву савременог човека стиче своје уздизање”.

## Књижевни рад
Бекетова писачка каријера може се грубо поделити у три периода: његова рана дела, све до краја Другог светског рата 1945. године; његов средњи период, протежући се од 1945. до раних 1960-их, током којег је написао оно што су вероватно његова најпознатија дела; и његов касни период, од раних 1960-их до Бекетове смрти 1989. године, током којег су његова дела тендирала да постају краћа, а стил минималистички.

### Рани рад
Генерално се сматра да су Бекетови најранији радови под великим утицајем дела његовог пријатеља Џејмса Џојса. Они су ерудити и чини се да приказују ауторово учење само због себе, што резултира са неколико нејасних одломака. Уводне фразе збирке кратких прича More Pricks than Kicks (1934) дају репрезентативан узорак овог стила:
| „ | Било је јутро и Белаква је запео у првој кантици на месецу. Био је толико замућен да није могао да се креће ни уназад ни напред. Блажена Беатриче је била тамо, Данте такође, и објаснила му је места на месецу. Прво му је показала где је он крив, а онда је изнела своје објашњење. Имала га је од Бога, зато се могао поуздати у то да је тачан у сваком случају. | ” |

Одломак упућује на Дантеову Комедију, која може збунити читаоце који нису упознати са тим делом. Такође предвиђа аспекте Бекетовог каснијег дела: физичку неактивност лика Белаква; уроњење лика у сопствену главу и мисли; помало нечасна комедија завршне реченице.
Слични елементи присутни су у првом Бекетовом објављеном роману, Murphy  (1938), који такође истражује теме лудила и шаха (што би оба била понављајући елементи у Бекетовим каснијим делима). Уводна реченица романа наговештава помало песимистичне призвуке и црни хумор који анимирају многа Бекетова дела: „Сунце је сијало, немајући алтернативу, ни на чему новом“. Watt, написан док се Бекет скривао у Русилону током Другог светског рата, сличан је по темама, али мање бујан у свом стилу. Истражује људско кретање као да је математичка пермутација, наговештавајући прецизним покретом Бекетову каснију преокупацију - и у његовим романима и у драмским делима.
Бекетов есеј Proust из 1930. био је под снажним утицајем Шопенхауровог песимизма и похвалних описа светог подвига. У то време Бекет почиње креативно писати на француском језику. Крајем 1930-их написао је низ кратких песама на том језику и њихова оскудност - за разлику од густине његових енглеских песама отприлике истог периода, сакупљених у Echo's Bones and Other Precipitates (1935) - изгледа да показује да је Бекет, иако посредством другог језика, био је у процесу поједностављења свог стила, промена такође евидентна у делу Watt.

### Средњи период
После Другог светског рата, Бекет се дефинитивно окренуо француском језику као примарном за писање. Управо би то, заједно са „откровењем“ које је доживео у мајчиној соби у Даблину - у којем је схватио да његова уметност мора бити субјективна и у потпуности повучена из његовог унутрашњег света, резултирало би делима по којима се Бекет данас највише памти.

... Ко ће можда испричати причу старца?
Одмерити одсуство у ваги?
Гранични камен желите са распоном?
Збир процене светских невоља?
Ништавило речима приложити?

Из Бекетовог дела Watt (1953)
Током 15 година након рата, Бекет је израдио четири главне целовечерње драмске представе: Чекајући Годоа (написано 1948–1949), Fin de partie (1955–1957; Ендгаме), Krapp's Last Tape  (1958), и Happy Days (1961). Ове представе - за које се често, с правом или не, сматрају да су биле инструменталне у такозваном „Позоришту апсурда“ - мрачно се баве темама сличним темама приближно савремених егзистенцијалистичких мислилаца. Израз „Позориште апсурда“ смислио је Мартин Еслин у истоименој књизи; Бекет и Годо били су главни елементи књиге. Еслин је тврдио да су ове представе испуњење концепта "апсурда" Албера Камија; ово је један од разлога због којег је Бекет често лажно етикетиран као егзистенцијалиста (ово се заснива на претпоставци да је Ками био егзистенцијалиста, иако је у ствари удаљен од егзистенцијалистичког покрета и основао је сопствену филозофију). Иако су многе теме сличне, Бекет је имао мало афинитета према егзистенцијализму у целини.
Широко говорећи, представе се баве темом очаја и вољом за преживљавањем упркос том очајању, пред неразумевајућим и неразумљивим светом. Речи Нел - једног од два лика у Endgame који су заробљени у ашбинима, из којих повремено провирују да би говорили - могу најбоље сумирати теме представа из Бекетовог средњег периода: „Ништа није смешније од несреће, кажем ти... Да, да, то је најкомичнија ствар на свету. И ми се смејемо, смејемо се, с вољом, у почетку. Али то је увек иста ствар. Да, то је као смешна прича коју имамо, чујемо пречесто, и даље нам је смешна, али више се не смејемо."

### Каснији рад
Током 1960-их и током 1970-их, Бекетова дела показивала су све већу тенденцију - која се већ видела у већини његових дела 1950-их - ка компактности. То је довело до тога да се његов рад понекад описује као минималистички. Крајњи пример овога, међу његовим драмским делима, је Breath из 1969. године који траје само 35 секунди и нема ликове (мада је вероватно требало да пружи ироничан коментар на Oh! Calcutta!, позоришну ревију за коју је служио као уводни део).
У његовом позоришту из касног периода, Бекетови ликови - којих је већ било мало у ранијим представама - сведени су на битне елементе. Иронично насловљена Play (1962), на пример, састоји се од три лика уроњена до врата у велике погребне урне. Телевизијска драма Eh Joe (1963), која је написана за глумца Џека МекГоврана, анимирана је камером која се непрекидно затвара уским фокусом на лице насловног јунака. Представа Not I (1972) састоји се готово искључиво од Бекетових речи, „покретна уста са остатком позорнице у мраку“.
У болници и старачком дому у којима је провео последње дане, Бекет је написао своје последње дело, песму What is the Word из 1988. Песма се суочава са немогућношћу проналажења речи да се изрази, што је тема која одражава Бекетово раније дело, мада је вероватно појачана болешћу коју је доживео касно у животу.

## Карактеристике Бекетове поетике
- Јунаци су старци и скитнице, кловновске појаве и људске креатуре, затечене у метафизичком, изобличеном простору.
- Човек је у његовим делима без корена, без циља, идентитета и садашњости. Празан је и опустошен и своди се само на једноличне, успорене и апсурдне покрете, лишене смисла.
- Његови ликови немају психолошки и социјални идентитет
- Човек је безначајан и сам по себи трагичан јер је изгубио историјско памћење
- У драмама нема праве радње ни логичког следа јер је све покидано у човеку и међу људима; уместо фабуле, доминира унутрашња напетост и потиштеност (меланхолија)
- У говору његових јунака много је неповезаности, ћутања и понављања истих речи и реченичних конструкција, а то је последица сужене и крајње осиромашене свести у осиромашеној стварности
- Језик је без јасног и конкретног значења и њиме се све доводи у сумњу јер је све деформисано и без праве сврхе и правог смисла – све је налик на једно велико НИШТА, па је зато све апсурд
- „Не хтети рећи, не знати шта хоћемо да кажемо, не рећи шта мислимо да кажемо, а ипак стално говорити.“

## Награде
- Ратни крст 1939–1945.
- Медаља Резистенције
- 1969. Нобелова награда за књижевност[7]
- 1959 honorary doctorate from Trinity College, Dublin
- 1961 International Publishers' Formentor Prize (подељено са Хорхе Луис Борхесом).
- 1968 Foreign Honorary Member of the American Academy of Arts and Sciences
- Saoi of Aosdana (Ирска)

## Дела

### Преведена на српски језик
- Марфи (1938), изворно Murphy
- Молој (1938), изворно Molloy
- Малоун умире (1952), изворно Malone meurt
- Чекајући Годоа (1952), изворно En attendant Godot
- Сви који падају (1956), изворно All That Fall.
- Крај игре (1957), изворно Fin de partie, Endgame
- Крапова последња трака (1959), изворно Krapp's Last Tape
- Дивни дани (1960), изворно Happy Days

### Позориште
- Human Wishes (c. 1936; објављено1984)
- Eleutheria (written 1947 на француском; објављено in French 1995, and English 1996)
- En attendant Godot (објављено1952, performed 1953) (Waiting for Godot, pub. 1954, perf. 1955)
- Acte sans Paroles I (1956); Act Without Words I (1957)
- Acte sans Paroles II (1956); Act Without Words II (1957)
- Fin de partie (објављено 1957); Endgame (објављено 1957)
- Krapp's Last Tape (објављено 1958)
- Fragment de théâtre I (late 1950s); Rough for Theatre I
- Fragment de théâtre II (late 1950s); Rough for Theatre II
- Happy Days (први пут изведено 1961)
- Play
- Come and Go (први пут изведено на немачком, затим на енглеском 1966)
- Breath (први пут изведено1969)
- Not I (први пут изведено 1972)
- That Time (први пут изведено 1976)
- Footfalls (први пут изведено 1976)
- Neither (1977)
- A Piece of Monologue (први пут изведено 1979)
- Rockaby (први пут изведено 1981)
- Ohio Impromptu (први пут изведено 1981)
- Catastrophe (Catastrophe et autres dramatiques, први пут изведено1982)
- What Where (први пут изведено 1983)

### Радио
- All That Fall (broadcast 1957)
- From an Abandoned Work (broadcast 1957)
- Embers (broadcast 1959)
- Rough for Radio I (објављено 1976) (на француском1961. као Esquisse radiophonique)
- Rough for Radio II (објављено 1976) (на француском 1961. као Pochade radiophonique)
- Words and Music (broadcast 1962)
- Cascando (broadcast:1963 француска верзија; 1964. енглески превод)

### Телевизија
- Eh Joe with Jack MacGowran (broadcast 1966)
- Beginning To End with Jack MacGowran (1965)
- Ghost Trio (broadcast 1977)
- ... but the clouds ... (broadcast 1977)
- Quad I + II (broadcast 1981)
- Nacht und Träume (broadcast 1983); Night and Dreams, објављено 1984
- Beckett Directs Beckett (1988/92)

### Филмови
- Film (1965)

### Проза

#### Трилогија
- Molloy (1951); енглеска верзија (1955)
- Malone meurt (1951); Malone Dies (1956)
- L'innommable (1953); The Unnamable (1958)

### Романи
- Dream of Fair to Middling Women (написано 1932; објављено 1992)
- Murphy (1938); 1947. француска верзија
- Watt (1953); 1968, француска верзија
- Comment c'est (1961); How It Is (1964)
- Mercier and Camier (написано 1946, објављено 1970); енглеска верзија (1974)

### Кратка проза
- More Pricks Than Kicks (1934)
- "Echo's Bones" (написано 1933, објављено 2014)
- "L'Expulsé", written 1946, in Nouvelles et Textes pour rien (1955); "The Expelled" Stories and Texts for Nothing (1967)
- "Le Calmant", written 1946, in Nouvelles et Textes pour rien (1955); "The Calmative", Stories and Texts for Nothing (1967)
- "La Fin", written 1946, објављено у Les Temps Modernes у 1946 као "Suite";
- "L'Image" (1959) a fragment from Comment c'est[95]
- "Premier Amour" (1970, written 1946); translated by Beckett as "First Love", 1973
- Le Dépeupleur (1970); The Lost Ones (1971)
- Pour finir encore et autres foirades (1976); For to End Yet Again and Other Fizzles (1976)
- Company (1980)
- Mal vu mal dit (1981); Ill Seen Ill Said (1982)
- Worstward Ho (1983)
- "Stirrings Still" (1988)
- "As the Story was Told" (1990)
- The Complete Short Prose: 1929–1989, ed S. E. Gontarski. New York: Grove Press, 1995

### Не-фикција
- "Dante...Bruno. Vico..Joyce" (1929)
- Proust (1931)
- Three Dialogues (with Georges Duthuit and Jacques Putnam) (1949)
- Disjecta: Miscellaneous Writings and a Dramatic Fragm